# Uke (artes marciales)

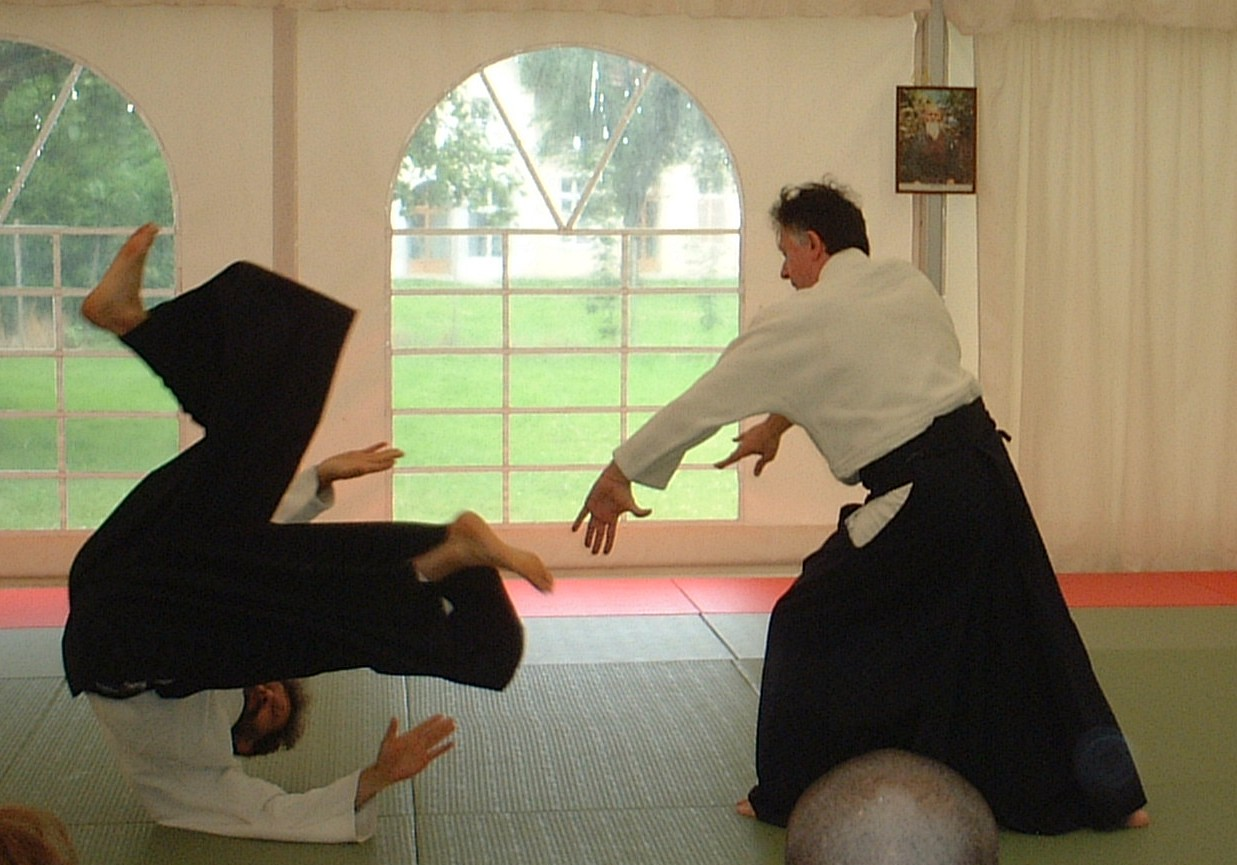
El uke (a la izquierda), que acaba de ser lanzado por el nage (a la derecha), ejecuta una mae ukemi (caída rodando).

Uke es una palabra proveniente del verbo japonés «ukeru» (「受ける」 recibir?), y puede utilizarse con varios significados. 
En la práctica de artes marciales, cuando los practicantes trabajan por parejas, se llama nage (o en algunas disciplinas tori) a aquel que aplica una técnica determinada y uke, a la persona que recibe la técnica.
La acción llevado a cabo por el uke se llama ukemi «ukeru» (「受け身」 el cuerpo que recibe?) y es el arte o técnica de saber responder adecuadamente a un ataque y el desarrollo de las destrezas específicas para hacerlo.

## Tipos deukemi

### Uke-waza(bloqueos con brazos, antebrazos, manos o piernas)
La definición podría ser la siguiente: Conjunto de técnicas defensivas.
- Gedan uke[1]
- Chudan uke[2]
- Jodan uke (bloqueo hacia arriba[3])